# Pass Christian, Mississippi
Pass Christian là một thành phố thuộc quận Harrison, tiểu bang Mississippi, Hoa Kỳ. Năm 2010, dân số của thành phố này là 4 613 người.

## Dân số
- Dân số năm 2000: 6 581 người.
- Dân số năm 2010: 4 613 người.